# Aubercourt
Aubercourt (picardisch: Aubércourt) ist eine nordfranzösische Gemeinde mit 72 Einwohnern (Stand 1. Januar 2022) im Département Somme in der Region Hauts-de-France. Die Gemeinde liegt im Arrondissement Montdidier, ist Teil der Communauté de communes Avre Luce Noye und gehört zum Kanton Moreuil.

## Geographie
Die im nördlichen Gemeindeteil von der Départementsstraße D42 von Démuin nach Albert durchschnittene Gemeinde in der Landschaft Santerre liegt fast vollständig am nördlichen (rechten) Ufer der Luce an der Départementsstraße D76, rund 8 km nordöstlich von Moreuil. Sie erstreckt sich im Norden fast bis zur Autoroute A29.

## Geschichte
Die Gemeinde erhielt als Auszeichnung das Croix de guerre 1914–1918.

## Einwohner
| 1962 | 1968 | 1975 | 1982 | 1990 | 1999 | 2006 | 2010 |
| ---- | ---- | ---- | ---- | ---- | ---- | ---- | ---- |
| 42   | 43   | 37   | 40   | 42   | 43   | 56   | 73   |

## Verwaltung
Bürgermeister (maire) ist seit 2008 Gilbert Bertrand.	